# Calibri

Un exemple de Calibri Regular, Bold et Italic.

Calibri est une police de caractères de la famille sans serif, dessinée par Lucas de Groot en 2004 pour la Microsoft Font foundry et publiée le 30 janvier 2007[réf. nécessaire]. Elle fait partie des six polices introduites avec Windows Vista en remplacement de la police Arial, et est également incluse comme police par défaut dans Microsoft Office 2007, Microsoft Office 2010, Microsoft Office 2013 ainsi que Office pour Mac 2016.
Parmi ces six polices, Calibri est la plus proche de Lucida Grande ou Lucida Sans. Lucida Grande est la police par défaut dans Mac OS X, même s'il faut rappeler que Microsoft distribue Lucida Sans Unicode depuis Windows NT 3.5.
La police a gagné un prix dans la catégorie Police de système d'exploitation lors de l'édition 2004 de la compétition de design de polices du Type Directors Club. Elle comprend des caractères de l'alphabet latin, de l'alphabet grec et de l'alphabet cyrillique.

## Utilisation
Microsoft ne prévoit pas de voie directe pour télécharger Calibri sans acheter Windows. Cependant, cette police est comprise dans la visionneuse Powerpoint 2007 et dans le Microsoft Office Compatibility Pack, tous deux disponibles gratuitement, il est donc possible de se la procurer en téléchargeant l'un de ces deux paquets.
En juillet 2017, la police de caractères est au cœur d'un scandale politique au Pakistan. Elle est utilisée pour juger la véracité des documents présentés par le premier ministre, Nawaz Sharif qui est empêtré avec sa fille dans une affaire de corruption à la suite de la publication des Panama Papers,. 
Le 28 avril 2021, Microsoft annonce que la compagnie compte remplacer Calibri comme police de caractères par défaut dans Microsoft Office, proposant cinq nouvelles polices, Bierstadt, Grandview, Seaford, Skeena et Tenorite. Une de celles-ci remplacera Calibri après une évaluation de plusieurs mois. Le 13 juillet 2023, Microsoft annonce le choix de sa nouvelle police Aptos (précédemment connue sous le nom de Bierstadt) comme police par défaut de Microsoft Office et Microsoft 365.